# Jerachmi'el Asa
Jerachmi'el Asa (hebrejsky ירחמיאל אסא‎, 7. března 1919 – 11. října 2011) byl sionistický aktivista, izraelský politik a bývalý poslanec Knesetu za stranu Achdut ha-avoda.

## Biografie
Narodil se na Kavkazu v tehdejším rodícím se Sovětském svazu. V roce 1924 přesídlil do dnešního Izraele. Vystudoval školu pro pracující mládež v Tel Avivu a kibucový seminář. Patřil mezi zakladatele vesnice Chulata, kde učil na místní škole.

## Politická dráha
Byl aktivní v sionistickém hnutí ha-No'ar ha-oved (Pracující mládí). Byl vyslancem do Iráku kvůli podpoře imigrace Židů z této země. V Židovské agentuře byl členem předsednictva odboru pro blízkovýchodní Židovstvo. Roli vyslance u židovských komunit v Iráku, ale i Íránu a Turecku pak zastával i v letech 1953–1954.Zasedal v předsednictvu Světové federace sefardských komunit. Byl členem strany Achdut ha-avoda a Strany práce.
V izraelském parlamentu zasedl po volbách v roce 1955, kdy kandidoval za Achdut ha-avoda. Mandát ale získal až dodatečně, v září 1958, jako náhradník poté co zemřel dosavadní poslanec Avraham Aba'as. Byl členem parlamentního výboru pro ekonomické záležitosti, výboru pro veřejné služby a výboru House Committee.